# Episodi di Mujeres asesinas (seconda stagione)
La seconda stagione della serie televisiva Mujeres asesinas è stata trasmessa in anteprima in Argentina da Canale 13 tra l'11 aprile 2006 e il 19 dicembre 2006.
| nº | Titolo originale                        | Titolo italiano | Prima TV Argentina | Prima TV Italia |
| -- | --------------------------------------- | --------------- | ------------------ | --------------- |
| 1  | Yiya Murano, envenenadora               | inedito         | 11 aprile 2006     | inedito         |
| 2  | Lucía, memoriosa                        | inedito         | 18 aprile 2006     | inedito         |
| 3  | Hermanas de sangre                      | inedito         | 25 aprile 2006     | inedito         |
| 4  | Irma, la de los peces                   | inedito         | 2 maggio 2006      | inedito         |
| 5  | Javiera, ingenua                        | inedito         | 9 maggio 2006      | inedito         |
| 6  | Leonor, madrastra                       | inedito         | 16 maggio 2006     | inedito         |
| 7  | Laura, abandonada                       | inedito         | 23 maggio 2006     | inedito         |
| 8  | Susana, dueña de casa                   | inedito         | 30 maggio 2006     | inedito         |
| 9  | Laura, madre amante                     | inedito         | 6 giugno 2006      | inedito         |
| 10 | Elvira, madre abnegada                  | inedito         | 13 giugno 2006     | inedito         |
| 11 | Gloria, despiadada                      | inedito         | 20 giugno 2006     | inedito         |
| 12 | Felisa, desesperada                     | inedito         | 27 giugno 2006     | inedito         |
| 13 | Isabel, enfermera                       | inedito         | 4 luglio 2006      | inedito         |
| 14 | Ana, sometida                           | inedito         | 11 luglio 2006     | inedito         |
| 15 | Ema, costurera                          | inedito         | 18 luglio 2006     | inedito         |
| 16 | Cecilia, hermana                        | inedito         | 25 luglio 2006     | inedito         |
| 17 | María, Creyente                         | inedito         | 1º agosto 2006     | inedito         |
| 18 | Mercedes, virgen                        | inedito         | 8 agosto 2006      | inedito         |
| 19 | Andrea, bailantera                      | inedito         | 15 agosto 2006     | inedito         |
| 20 | Carmen, honrada                         | inedito         | 22 agosto 2006     | inedito         |
| 21 | Blanca, operaria                        | inedito         | 29 agosto 2006     | inedito         |
| 22 | Elena, protectora                       | inedito         | 5 settembre 2006   | inedito         |
| 23 | Ramona, justiciera                      | inedito         | 12 settembre 2006  | inedito         |
| 24 | Sandra, confundida                      | inedito         | 19 settembre 2006  | inedito         |
| 25 | Eliana, cuñada                          | inedito         | 26 settembre 2006  | inedito         |
| 26 | Soledad, cautiva                        | inedito         | 3 ottobre 2006     | inedito         |
| 27 | Olga, encargada                         | inedito         | 10 ottobre 2006    | inedito         |
| 28 | Sofía, nena de papá-Sofia, Daddy's Baby | inedito         | 17 ottobre 2006    | inedito         |
| 29 | Mónica, acorralada                      | inedito         | 24 ottobre 2006    | inedito         |
| 30 | Mara, alucinada                         | inedito         | 31 ottobre 2006    | inedito         |
| 31 | Rosa, Soltera                           | inedito         | 7 novembre 2006    | inedito         |
| 32 | Nélida, tóxica                          | inedito         | 14 novembre 2006   | inedito         |
| 33 | Silvia, celosa                          | inedito         | 21 novembre 2006   | inedito         |
| 34 | Próspera, arrepentida                   | inedito         | 28 novembre 2006   | inedito         |
| 35 | Pilar, esposa                           | inedito         | 5 dicembre 2006    | inedito         |
| 36 | Paula, bailarina                        | inedito         | 12 dicembre 2006   | inedito         |
| 37 | Leticia, codiciosa                      | inedito         | 19 dicembre 2006   | inedito         |